# Wilajet achalski
Wilajet achalski (turkm. Ahal welaýaty) – jeden z pięciu wilajetów Turkmenistanu, położony w południowej części kraju. W 2022 toku liczył ok. 886,8 tys. mieszkańców. Ośrodkiem administracyjnym jest miasto Arkadag. Inne ważniejsze miasta to Änew i Tedżen.

## Podział administracyjny
Wilajet dzieli się na 1 miasto na prawach etrapu i 7 etrapów:
- miasto Arkadag
- Ak bugdaý
- Babadaýhan
- Bäherden
- Gökdepe
- Kaka
- Sarahs
- Tedżen